# 서스캐처원 러프라이더스
| 서스캐처원 러프라이더스 | |
| 디비전                  | 웨스트 디비전 |
| 설립연도                | 1910년 |
| 해체연도                | |
| 역사                    | 리자이나 럭비 클럽 (1910년~1923년) 리자이나 러프라이더스 (1924년~1947년) 서스캐처원 러프라이더스 (1948년~현재)          |
| 경기장                  | 모자이크 스타디움 앳 테일러 필드                                                                                        |
| 연고지                  | 서스캐처원주 리자이나                                                                                                   |
| 구단주                  | 퍼블릭 컴퍼니 |
| 단장                    | 크리스 존스 |
| 감독                    | 크리스 존스 |
| 디비전 우승             | 19회 (1923, 1928, 1929, 1930, 1931, 1932, 1934, 1951, 1966, 1967, 1969, 1972, 1976, 1989, 1997, 2007, 2009, 2010, 2013) |
| 그레이 컵 우승          | 4회 (1966, 1989, 2007, 2013)                                                                                            |
| 영구 결번               | 23, 34, 36, 40, 44, 55, 56, 73                                                                                          |

서스캐처원 러프라이더스(Saskatchewan Roughriders)는 캐나다 서스캐처원주 리자이나를 연고지로 하는 CFL의 웨스트 디비전 소속팀이다.